# 小行星7951
小行星7951（英語：7951）是一颗围绕太阳公转的小行星。1992年11月18日，上田清二、金田宏在钏路市发现了此天体。
这颗小行星的绝对星等为328.96046等。